# Karbazol
Karbazol je aromatická heterocyklická organická sloučenina. Má tricyklickou strukturu, sestávající ze dvou šestičlenných benzenových kruhů spojených vždy jednou stranou s pětičlenným dusíkatým kruhem. Struktura molekuly vychází z indolu, přičemž je druhý z benzenových kruhů spojen s pětičlenným kruhem indolu na pozicích 2 a 3 (ekvivalent ke dvojné vazbě 4a-9a v karbazolu).

## Syntéza
Klasickou laboratorní syntézou karbazolu je Borsche-Drechselova cyklizace.

Borsche-Drechselova syntéza karbazolu

V prvním kroku fenylhydrazin kondenzuje s cyklohexanonem na příslušný imin. Druhým krokem je přesmyk katalyzovaná kyselinou chlorovodíkovou a uzavření kruhu na tetrahydrokarbazol. V jedné z modifikací jsou oba kroky sloučeny v jeden přenesením reakce do kyseliny octové. Ve třetím kroku se pak získaná sloučenina oxiduje oxidem olovnato-olovičitým na samotný karbazol. Používá se také Buchererova syntéza karbazolu.

Buchererova syntéza karbazolu

Druhou metodou je Graebe-Ullmannova reakce. V prvním kroku se N-fenyl-1,2-diaminobenzen převádí na diazoniovou sůl, která ihned tvoří 1,2,3-triazol. Ten je nestabilní a za zvýšené teploty se z něj uvolňuje dusík a vzniká karbazol.

## Nabídka a poptávka
V letech 2010 a 2011 byl zaznamenán nedostatek karbazolu na světovém trhu.

## Použití
Karbazol se používá na výrobu pigmentové violeti 23.